# Lattarna
Lattarna eller Grangrunden är öar i Finland. De ligger i Skärgårdshavet och i kommunen Pargas i landskapet Egentliga Finland, i den sydvästra delen av landet. Öarna ligger omkring 19 kilometer sydväst om Åbo och omkring 160 kilometer väster om Helsingfors.
Arean för den av öarna koordinaterna pekar på är 1,2 hektar och dess största längd är 200 meter i sydväst-nordöstlig riktning. Närmaste större samhälle är Åbo, 19,0 km nordost om Lattarna.